# Karlo Kastelic
Karlo Kastelic, slovenski politik, * 27. marec 1954.
Med letoma 1997 in 2002 je bil član Državnega sveta Republike Slovenije.